# Alice David
Alice David (Parigi, 22 marzo 1987) è un'attrice francese.

## Biografia
Nata il 22 marzo 1987 nel 15º arrondissement di Parigi, David ha studiato teatro al Conservatorio Erik-Satie di Parigi. Nota soprattutto per le sue interpretazioni nella serie televisiva Bref (2011) e nel film Babysitting (2014), ha prestato la voce a Lara Croft nei videogiochi Tomb Raider (2013) e Rise of the Tomb Raider (2015). Tra il 2009 e il 2011, David ha girato alcuni spot pubblicitari (Coca-Cola, SNCF e Puma). In qualità di attrice teatrale, David ha calcato le scene sotto la regia di Wajdi Mouawad e di Patrick Piard.

## Filmografia

### Cinema
- Les Profs, regia di Pierre-François Martin-Laval (2013)
- Jamais le premier soir, regia di Mélissa Drigeard (2014)
- Babysitting, regia di Philippe Lacheau e Nicolas Benamou (2014)
- Les Francis, regia di Fabrice Begotti (2014)
- Babysitting 2, regia di Philippe Lacheau e Nicolas Benamou (2015)
- Famiglia all'improvviso - Istruzioni non incluse (Demain tout commence), regia di Hugo Gélin (2016)
- Les Ex, regia di Maurice Barthélemy (2017)
- Monsieur je-sais-tout, regia di Stéphan Archinard e François Prévôt-Leygonie (2018)
- Demi-sœurs, regia di Saphia Azzeddine (2018)
- La Source, regia di Rodolphe Lauga (2019)
- 10 jours sans maman, regia di Ludovic Bernard (2020)
- Riunione di famiglia - Non sposate le mie figlie! 3 (Qu'est-ce qu'on a tous fait au Bon Dieu ?), regia di Philippe de Chauveron (2022)
- Belle & Sebastien: Next Generation, regia di Pierre Coré (2022)

### Cortometraggi
- Le Locataire, regia di Nadège Loiseau (2013)
- Les Ch'tis à Shanghai (2013)
- Martin le Pingouin (2014)
- Le Bruit de la Lumière, regia di Valentin Petit (2018)
- Celle qui n'avait pas vu Friends, regia di Charlotte Gabris (2022)

### Televisione
- Où es-tu?, regia di Miguel Courtois - miniserie TV (2007)
- Bref, regia di Kyan Khojandi e Bruno Muschio - serie TV (2011-2012)
- Les Hommes de l'ombre, regia di Frédéric Tellier - serie TV(2012)
- Mensonges, regia di Lionel Bailliu e Stéphanie Murat - miniserie TV (2021)
- LOL : qui rit, sort ! su Prime Video - serie TV(2022)
- Après le silence, regia di Jérôme Cornuau - serie TV (2022)
- @venir, regia di Frank Bellocq - miniserie TV (2022)
- Un gars, une fille (au pluriel) su TF1 - serie TV (2023)

## Pubblicità
- The Morning After - Coca-Cola Zero, regia di Martin Werner (2009)
- Puma Bodytrain, regia di Bjoern Rhuemann (2011)